# Potamiden

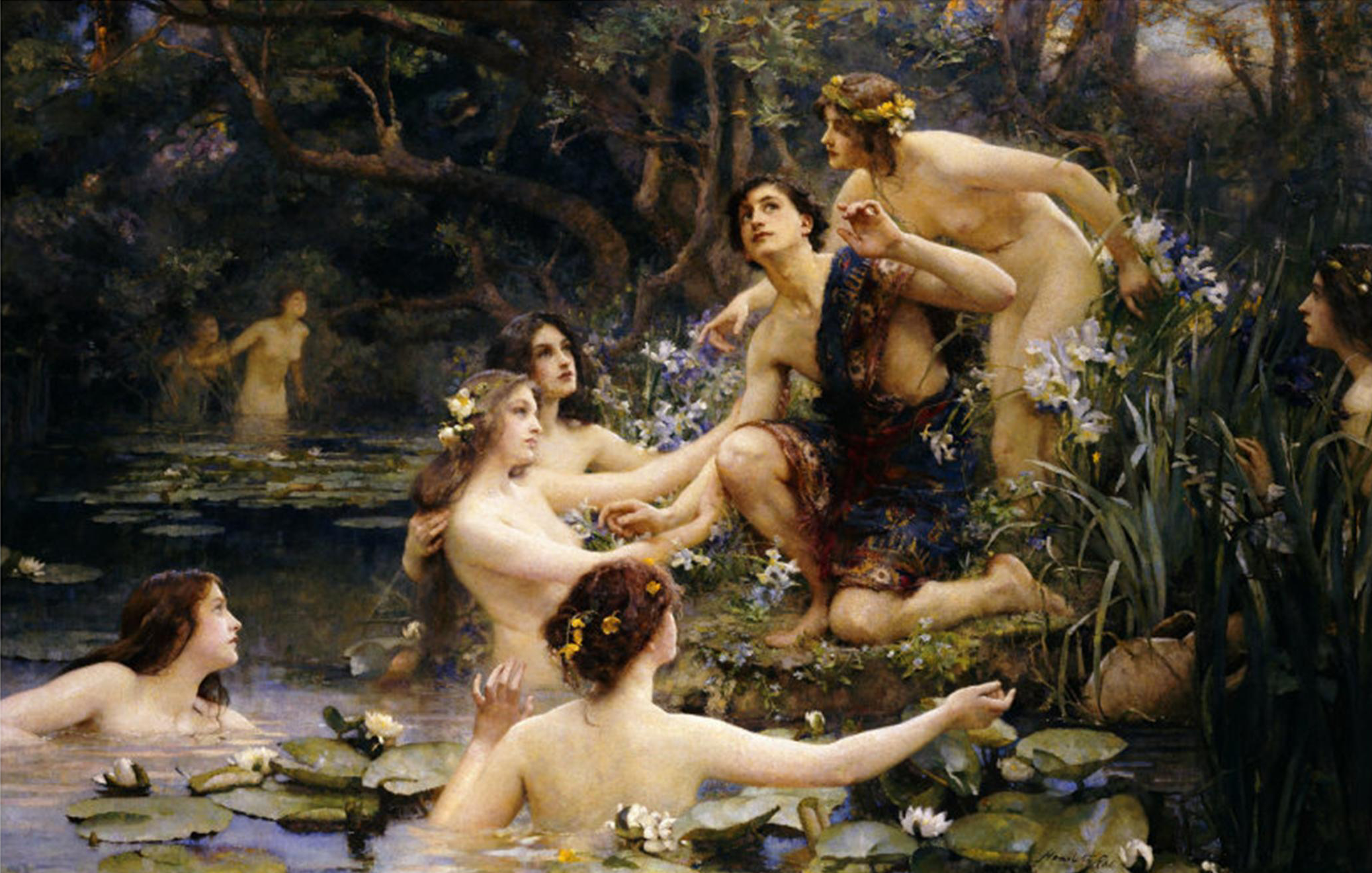
Potamiden met een schaapherder

De potamiden (Grieks: ποταμός, rivier) waren in de Griekse mythologie waternimfen (naiaden) die leefden in rivieren en hen beschermden.